# 村田兆治
村田 兆治（むらた ちょうじ、1949年11月27日 - 2022年11月11日）は、日本のプロ野球選手（投手）、コーチ、解説者、評論家。広島県豊田郡本郷町（現：三原市）出身。
現役時代は東京オリオンズ→ロッテオリオンズで活躍した。そのダイナミックな投球フォームは、「マサカリ投法」と呼ばれていた。通算暴投の日本記録保持者（148回）。
長崎県対馬市の市民球団である『対馬まさかりドリームス』の監督を務めていた。

## 経歴

### プロ入り前
プロ野球選手を志したのは小学5年の時で、父に連れられて広島市民球場へナイターを観戦しに行ったことがきっかけだった。初めて生で見るプロの試合に鳥肌が立つほど興奮し、それ以来、プロ野球選手以外の将来は考えられなくなったという。
速くて球質が重い、剛速球は天賦の才と言ってよく、進学した福山電波工業高校（現：近畿大学附属広島高等学校福山校）時代から、スピードガンがあればその球速は既に152、153 km/hを記録していただろうと言われ、県内でも屈指のピッチャーとして有名だった。1年上には浅野啓司がおり、2年生の秋からエースとなる。当時の広島県には、山本和行を擁する広島商、大田垣耕造のいた尾道商、1967年に夏の甲子園準優勝を果たした広陵高など強豪がひしめいており、厳しい競争が続いた。
1966年秋季中国大会県予選で準々決勝に進出するものの広陵高に惜敗。翌年夏の県予選でも3回戦で呉港高に敗れ、甲子園出場の悲願は叶わなかった。しかし、広島カープの木庭教スカウトから間接的に「ドラフト1位で指名する」と伝えられていたため、村田は「カープに入れる」と喜んでいた。東京オリオンズは1位指名を誰にするか決めかねていたが、濃人渉監督が、植村義信投手コーチを呼び「お前が決めろ」と一任し、植村が映像を観て、肩の強さや体の柔らかさをスカウトから聞いた上で村田の指名を進言する。この年第3回ドラフトは、予備抽選で指名順位を決め、1番くじを引いた球団から順に1人ずつ指名していく方式で、広島は12番目。その前の6番くじを引いた東京オリオンズが1位指名した。

### 現役時代
1967年のドラフト1位で東京オリオンズに入団。背番号はエースナンバーの「18」を希望するも、叶わず「29」となった。この「29」番が後に村田の代名詞となっていく。
1年目の1968年は振るわなかった。当時はドラフト1位の契約金を持て余し、パチンコや麻雀など遊びに明け暮れていた。そのようなある日、徹夜の麻雀を終えて独身寮に朝帰りして来た時、日課のロードワークに出発しようとしていた小山正明と鉢合わせになる。その時既にベテランだった小山が、若手の自分よりも遥かに厳しい練習を自分に課していることに衝撃を受け、そのまま逃げるように自分の部屋に帰ってしまった。その後、練習中に小山に謝りに行ったところ、「お前ほどの才能がありながら、それを無駄にするのはさびしくないか」と諭された。球界を代表する大投手からの叱咤激励に感激した村田は、以降別人のように練習に打ち込むようになったという。村田の若手時代のロッテには小山以外にも成田文男、木樽正明、坂井勝二、金田留広と名投手がおり、村田は彼らから投球術を学んでいった。また、73年から監督に就任した金田正一からコンディショニング方法を学んだ。打撃の練習に対して非常に厳しい姿勢を見せていた榎本喜八にも、プロ野球選手として影響を受けた。
球団名がロッテとなった2年目の1969年に頭角を現し、5月中旬には先発の一角に抜擢される。同年は6勝（そのうち5勝は完封）8敗を記録し、初めて規定投球回（20位、防御率3.58）にも達した。1970年にはリーグ優勝を経験、1971年、後に監督となる金田正一のアドバイスを元に、近藤貞雄投手コーチによる投球フォームを大幅に改造し、後に村田の代名詞となる「マサカリ投法」の原型を編み出した。同年は12勝8敗、防御率3.34（リーグ10位）の好成績を残す。
1974年のロッテのリーグ優勝の際にも大車輪の活躍を見せた。中日ドラゴンズとの日本シリーズでは4試合に登板。第1戦（中日球場）では9回裏に抑えとして登板するが、高木守道に逆転サヨナラ二塁打を喫する。第2戦（中日球場）、第4戦（後楽園球場）は抑えとして勝利に貢献し、第4戦（後楽園球場）では前日の鈴木孝政（中日）に続いて「ロッテ・オリオンズ」の選手としてシリーズ初セーブを記録した。最終第6戦（中日球場）では先発登板し、松本幸行、星野仙一との投手戦を制し延長10回まで投げて、完投勝利し、最優秀投手賞に選出された。
1976年にはフォークボールを習得する。人並み外れた長い指が生み出す切れ味鋭い変化は、ことごとく打者のバットに空を切らせた。9月10日の対日本ハムファイターズ戦（後楽園球場）では5度の完封勝利を含む初のシーズン20勝目を挙げ、同年シーズンは257回を投げて21勝を記録すると同時に、防御率1.82で最優秀防御率のタイトルを獲得。202奪三振もリーグ最多であった。捕手に頼らず「ノーサイン」で自分で投球を組み立てていたため、同年から1979年まで4年連続で2桁暴投を記録した。1979年は32試合に先発登板して自己最多の21完投、230奪三振を記録。
1981年には開幕11連勝を飾り、シーズンでは阪急の今井雄太郎と並ぶ19勝で最多勝のタイトルも獲得し、鈴木啓示、山田久志、東尾修らと共に昭和50年代のパ・リーグを代表する投手となった。
1982年、4月3日の南海との開幕戦（川崎球場）では9回5失点でシーズン初勝利を完投で飾った。続く同月8日の対西武ライオンズ戦（平和台球場）、同月13日の対西武戦（西武球場）で2試合連続で完封勝利を挙げたが、同月21日に右肘を故障。様々な治療法に取り組む傍ら、宮本武蔵の「五輪書」を愛読し和歌山県白浜町のお水場・十九渕で座禅を組み、深夜白衣を纏い滝に打たれるといった荒行も行っていた。同年オフには一向に人気が向上しないロッテに対する不満からセ・リーグの人気球団である阪神タイガースへの移籍を志願したものの、交換要員が決まらずロッテに残留した。12月10日付の『中日スポーツ』によれば、9日にはかつてロッテ投手コーチとして村田を指導した近藤貞雄が監督を務めていた中日ドラゴンズの球団代表・鈴木恕夫がロッテの球団代表・石原照夫に獲得の意思があることを連絡したのを皮切りに、阪神や読売ジャイアンツ（巨人）、村田本人や当時ロッテ監督を務めていた山本一義の地元である広島県に本拠地を置く広島東洋カープといったセ・リーグ各球団も次々と交換トレードに向けて動いており、ヤクルトスワローズも金銭トレードでの獲得を希望、横浜大洋ホエールズも関根潤三監督の意向を踏まえて獲得を検討する見込みである――と報じられていたが、同月13日にはロッテ球団オーナーの重光武雄が村田に対し、球団社長の松井静郎を通じてトレードは認めない旨を伝えた。村田はこれを不服としていたが、最終的にトレードは成立しなかった。
翌1983年も一向に肘の症状が改善されないため、渡米しスポーツ医学の権威であるフランク・ジョーブの執刀の下、左腕の腱を右肘に移植する手術（トミー・ジョン手術）を受けた。以降2年間をリハビリに費やし、1984年シーズン終盤に復帰する。
1985年、4月14日の西武との開幕戦（川崎球場）から7月7日の対南海戦（新大分球場）まで開幕11連勝（うち、4月14日から5月26日まで日曜日7連勝）を挙げるという鮮烈な復活劇を見せ、最終的に17勝5敗の成績でカムバック賞を受賞。前年に続くロッテのリーグ2位に貢献した。この年の開幕からの11連戦11連勝記録はプロ野球記録である。同年から、中6日で日曜日のみに登板する先発ローテーションを取るようになったため、「サンデー兆治」とも呼ばれるようになった。当時、中6日で登板する先発投手は、他には同年に台頭した郭泰源くらいしか見当たらず、郭とともに中6日ローテの先駆的存在にもなった。また、日本球界では長年、投手の肘にメスを入れることはタブーとされていたが、村田の復活によって有効な治療法として認識されることになった。
1986年、4月6日の阪急との開幕戦（川崎球場）では力投しながら打線の援護がなく、8回に4連続安打を打たれて敗戦投手となり、5月11日の対西武戦（西武球場）で3失点完投負けで開幕5連敗を喫した。同月25日の対阪急戦（阪急西宮球場）で1失点完投勝ちでシーズン初勝利を挙げるが、シーズン通算では8勝11敗と不本意な成績に終わった。オフの12月19日の契約更改では100万円減の年俸4300万円（推定）でサインした。
この年のロッテには明確なクローザーが固められず、先発陣は白星を得るために苦労していた。シーズンオフに当時ロッテに所属していた落合博満に中日ドラゴンズへのトレード話が浮上すると、村田は人的補償として牛島和彦を加えるようにチームに進言、結果的に牛島の移籍が実現した。
1987年、4月10日の近鉄バファローズの開幕戦（藤井寺球場）では同姓の村田辰美と投げ合い、5回7失点で敗戦投手となった。同月19日の対阪急戦（川崎球場）では5年ぶりの完封でシーズン初勝利を挙げた。7月5日の対近鉄戦（釧路市民球場）では6年ぶりの無四球完投で2度目のシーズン2度目の完封勝利、9月20日の対西武戦（川崎球場）では3回に石毛宏典から空振り三振を奪い、史上13人目の通算2000奪三振を達成したものの、4回4失点で敗戦投手となった。オフの12月15日の契約更改では2パーセント増の年俸4400万円（推定）でサインした。
1988年、4月8日の日本ハムとの開幕戦（東京ドーム）で7回2失点でシーズン初勝利を挙げた。4月24日の対南海戦（宮城球場）ではシーズン唯一の完封勝利、10月3日の対阪急戦（川崎球場）では8回途中まで投げ、2失点で3年ぶりの2桁勝利を記録した。オフの12月12日の契約更改では1100万円増の年俸5500万円（推定）でサインした。
1989年、4月9日の西武との開幕戦（西武球場）でシーズン初勝利を完封で飾った。5月13日の対日本ハム戦（山形県野球場）で通算200勝を達成。200勝に王手をかけていた4月16日の対近鉄戦（川崎球場）では延長11回を投げ切りながら敗戦投手になったが、その試合を「〇曜ナイター」が試合終了まで中継し、本来「笑点」が放送される17:20 - 17:39の時間帯の視聴率はその日の夜の巨人-大洋戦を上回る22.4%（関東地区）を記録した（全体では10.9%）。6月28日の対日本ハム戦（東京ドーム）でシーズン2度目の完封勝利、
7月12日の対福岡ダイエーホークス戦（川崎球場）では11奪三振で10年ぶりシーズン3度の完封勝利を飾り、通算203勝は当時、歴代18位の堀内恒夫と並んだ。オールスターゲーム第1戦（明治神宮野球場）では先発登板し、3回2安打3奪三振無失点の成績でMVPに選出された。同年、39歳にして3回目の最優秀防御率のタイトルを獲得した。オフの12月28日の契約更改では1900万円増の年俸7400万円（推定）でサインした。
コーチ兼任で臨んだ翌1990年、4月8日の対オリックス・ブレーブスとの開幕戦（阪急西宮球場）で1失点完投勝利で江夏豊と並ぶ通算206勝目を挙げた。8月24日の対西武戦（西武球場）では通算600試合登板をシーズン初完封で飾った。10月13日のレギュラーシーズン最終戦の対西武戦（川崎球場）では5回降雨コールドゲームで同年2度目の完封含む10勝を記録し、10度目の2桁勝利を記録する。若林忠志以来41年ぶり、史上2人目となる40歳代での2桁勝利を記録し、最終戦での引退セレモニー実施で現役を引退した。

### 引退後
引退後はNHK解説者・日刊スポーツ評論家（1991年 - 1994年）を経て、王貞治監督の招聘で、福岡ダイエーホークス一軍投手コーチ（1995年 - 1997年）を務めた。在任中は12球団最弱の投手陣で上手く行かないことが多く、マウンドでは「すまんな。監督が代われと言っているから交代」が口癖であり、1997年シーズン終盤には体調を崩して入院した。
1992年には小学5年生向けの道徳の教材に「逆境を克服した生き方」の教材として、村田が右肘手術からの復活した時の様子が取り上げられた。
ダイエー退団後はNHK解説者・日刊スポーツ評論家（1998年 - 2015年）を再び務め、2005年3月からは日本プロ野球OB13人と共に長崎県対馬市に「対馬まさかりドリームス」を設立し、投手兼監督に就任。
2005年1月16日、野球殿堂入りを果たす。
「離島甲子園」（全国離島交流中学生野球大会）を提唱し、2008年から全国の離島を巡り開催しており、野球を通じた離島振興活動をライフワークとしている。

### 死去
2022年11月11日3時15分頃、東京都世田谷区成城の自宅から出火し、木造2階建て住宅の2階部分約40平方メートルを焼失。村田は救急隊により2階の室内の床に座ったまま意識不明の状態で発見され病院へ搬送されたが、一酸化炭素中毒により同日5時57分に死亡が確認された。72歳没。出火原因は不明で、この火災による大きな火傷や外傷はなく、捜査によるとリビングと同じ階にある部屋で発見され、遺書はなく施錠していたことなどから他人が侵入した可能性は低いという。近所の火災発見者によると、2階の窓ガラスが割れて数メートルもの大きな火の手が見えたという。名球会入会資格者で病気以外の原因によって死去したのは村田が初であった。
村田の訃報を受けて、ZOZOマリンスタジアムでの秋季練習最終日であった千葉ロッテマリーンズは半旗を掲げ、選手・コーチ陣がグラウンドで黙祷を捧げた。また、川崎球場跡地に建てられた川崎富士見球技場（富士通スタジアム川崎）の事務所内に献花台が設けられることも発表された。

## 始球式登板
2007年5月26日のセ・パ交流戦、ロッテ対横浜戦で始球式投手を務める。
2013年8月30日のロッテ対日本ハム戦で始球式に登板した。
2016年3月30日のロッテ対楽天戦で始球式に登板した。
2018年8月21日、ロッテオリオンズ誕生50周年特別試合として行われたロッテ対西武戦で始球式に登板した。
2020年8月22日、ロッテ対ソフトバンク戦で始球式に登板した（球速の表示は無し）。

### 球速
2007年5月26日、球速は135km/hと表示された。
この間、2012年2月9日放送のテレビの企画で球速を計測したところ、122km/h - 129km/hであった（後述）。
2013年8月30日、球速は135km/hと表示された。この表示は事前に村田からこの表示が出るよう調整を依頼していたとのことで、実際は120km/h台後半だったという。
2016年3月30日、球速は131km/hと表示された。
2018年8月21日、球速は112km/hと表示された。

## OB戦の登板や、テレビ番組内での投球
1992年に茨城県水戸市で行われた世界少年野球大会水戸大会での日米OBオールスターゲームでは、この年から「千葉ロッテマリーンズ」に球団名を改名して採用された「サンライズ・ピンク」ロゴのホーム用ユニフォームを着用して出場し、現役時代の1988年に同僚だったビル・マドロック（ロサンゼルス・ドジャースのホーム用ユニフォームを着用）と対戦した。当時、ロッテでは29番が村田の引退後、1994年まで空き番となっていたため、このデザインでの29番のユニフォームは非公式ながら村田が初めての着用だった。
2010年1月2日に東京ドームで行われた「プロ野球OBオールスター・アスリートカップ　セ・パ対抗戦」に登板。
2012年2月9日放送のクイズ☆タレント名鑑では、62歳現在での球速の限界に挑戦する企画に挑戦したところ、1球目は122km/hだったが徐々に記録を伸ばし、最終的に129km/hまで記録した。

## 選手としての特徴
村田の投球フォームは、左足を地面と水平に高く蹴り上げてから大きく踏み込み、右腕を勢いよく振り下ろす独特のオーバースローで、その動作が鉞を打ち下ろす様子に例えられた事で「マサカリ投法」の異名をとった。左足を蹴り上げている間は尻を打者に大きく突き出し、右手を右足太股付近まで下ろして全身に力を溜めてから投じるため、打者にボールの握りを曝露しやすい欠点はあったが、村田はこの投法を入団4年目に完成させて以降は引退に至るまで貫き通し、引退後も2020年時点に至るまでこの投球フォームを維持し続けた。
村田の代名詞であるフォークボールについて、元阪急ブレーブスの山田久志は「昔、うちの打者に『次、フォーク』と予告して、実際にフォークを投げ空振りさせた」と語り、また元南海ホークスの野村克也は「村田のフォークボールの癖はすぐ分かったけど（野村によれば、村田がフォークボールを投げるときはモーションに入る前にグラブの中をちらと覗いていたという）、分かっていても打てなかった」と語るなど、その威力に関するエピソードは数知れない。杉下茂も「私は、日本人の投げるフォークボールは厳密にはSFFが大半だと思うが、村田君は間違いなく『本物のフォークボール』を投げていた」と述べている。
入団当時のオリオンズ監督だった濃人渉は、同じ広島県出身の村田を大変可愛がったが、速球の威力が落ちることを恐れ、フォークボールの練習だけは禁止していた。しかし村田は、濃人監督の目を盗んではフォークボールの練習を続けていた。たまたまその様子を濃人監督に見つかったこともあったが、「今投げたのは何だ?」と聞かれると「カーブです」ととぼけていたという。その頃の村田のフォークボールはコントロールが悪く、使いものにならなかった。そこで、当時のフォークの名手・村山実に教えを請うたところ、「24時間ボールを握る」というアドバイスをされ、実践した。指にボールを挟んだまま縄でくくりつけて眠ることで、フォークの握りを体に覚えさせようとしたのである。しかし、あまりの激痛に就寝どころではなくなり、結局一度試しただけで二度とやらなかったという。
また、フォークボールの握りを深くしようとするあまり、人差し指と中指の間にナイフで切り込みを入れたこともある。習得後も、右手の中指と人差し指の間に牛乳瓶や特注の鉄の球を挟んだり、ドアを開けるときもノブを中指と人差し指で挟んで開けるなど、日々のトレーニングを欠かさなかった。夫人によれば、村田が中指と人差し指でビール瓶をはさむと、夫人が引っ張っても抜けないという。
通算暴投数148は日本記録で、2位の石井一久（115）を30個以上も引き離している。これほどの暴投数を記録した要因は、村田のフォークボールが非常に鋭いものであったのもさることながら、捕手とサインを交わさず自分で投球を組み立てていたため、いつフォークボールが投げられるか捕手に予測しきれなかったことが一番大きいという。また袴田英利曰く「村田さんは目が悪かったため、サイン違いをすることが多く、それならば先入観のないノーサインで投げて貰ったほうが捕球しやすかった」と現役引退後に語っている。村田自身は、これほどの暴投数にもかかわらず暴投による失点が非常に少ないため、この記録に大変誇りを持っているという。
独特の投球フォームに対して、野村兼任監督時代のドン・ブレイザーなど、相手チームの三塁コーチが村田の握りを見て、指でボールを挟んでいた時は口笛を吹いてバッターに知らせることで、打者に狙い打たれたことがあったという。しかし、それに気づいた村田は、投球モーション中に直球からフォーク、フォークから直球へと握りを自在に変える投法を編み出し、口笛作戦を封じている。
先発ローテーション投手としての起用が多かったが、速球とフォークボールを生かすため、金田監督の意向で2度ほどリリーフ陣に回ったこともある。選手生活末期にも1度リリーフに回り、その後再度先発に戻ったが、村田はこれについて「あれは僕の主義主張よりも、太ももなど下半身が登板間隔の短いリリーフにはついてこなかったから戻してもらった」と述べている。村田も先発完投に強くこだわり、引退の理由にこのこだわりをプレーで果たせなくなったことを挙げた。引退後も座右の銘は「人生先発完投」であり、サインにも書き添える。
現役時代から凄まじいトレーニング量をこなすことで有名で、引退後も球速維持のために長く続けており、トレーニング量に関する逸話は非常に多い。現役最晩年、1年だけ同時期に所属していたことがある小宮山悟は、「一年間、一緒にやりましていろんなことを教わってね。物凄いトレーニングするんですよ、僕ら若手が走るのについていこうとしてもついていけないような…いやぁ、こんな人本当にいるんだなって、思いましたね」と、感想を述べている（2013年8月30日 千葉ロッテ対北海道日本ハムファイターズの始球式の時の実況より）。
引退の1990年シーズン、広島から移籍しキャンプで練習ペアを組んだ白武佳久によると、村田はウォーミングアップから90mの遠投を軽々とこなしており面食らったという。また村田から『俺のグラブには1キロの鉄板が入っている』と明かされ、実物を見せてもらうと鉄板はグラブの親指の箇所に入っており、練習でも試合でも絶妙にバランスを取り投げていた。
長年相手役を務めた袴田英利が新人の頃、村田は「1アウト、ランナー満塁。このとき確実に抑えるにはどうしたらいい?」と尋ねた。袴田は迷わず「ゲッツーです」と答えたが、「じゃあ、その次は?」と聞かれ、答えに困っていた。村田は笑って「一番いいのは三振だ、バカ。ゲッツーはエラーがある」と語った（「勇者のスタジアム」村田兆治・袴田英利バッテリーの特集回より）。村田が奪三振にこだわっていたことを表すと共に、「だからお前はしっかり捕れよ、信じてるからな」と袴田に発破をかけた逸話である。
"一匹狼"で、現役時代は誰とも群れることはなかった。
球種はストレート、カーブ、フォーク、スライダー。ブーマー・ウェルズ（元阪急ブレーブス）は、村田にはフォークよりスライダーに苦しめられたと語っている。

## 特筆

### 家族
妻の淑子は元航空会社のグラウンドホステスで、短大の英文科出身で語学学校にも通い英語が堪能だった。村田が右ひじの治療とその後の診察のためにアメリカに渡るときには付き添い、通訳を務めた。村田の右肘痛の原因を突き止めるため、村田と共に全国にある名医と呼ばれる病院を探しては駆け巡り、村田を励まし続けた。その時の様子が1986年にテレビ朝日系列の月曜ワイド劇場で「サンデー兆治の妻」としてドラマ化され、放映された。村田役に名高達郎、妻の淑子役に星野知子という配役で、稲尾和久や落合博満も本人役で出演している。弟がいる。

### 監督・金田正一との関係
金田正一とはジプシー・ロッテ時代に突入した1973年から終了した1978年、および1990年にロッテ・オリオンズの監督と選手という関係であったが、村田は金田を恩師として崇め、金田は村田を愛弟子としており、師弟関係にあった。出会いのきっかけは村田がプロ2年目の時の指宿キャンプで、金田が現役引退直後に評論家として取材に来ていた時にブルペンで投球練習をしていた村田に「お前、いいピッチャーになるぞ」と声を掛けたことである。村田は選手時代の金田を鮮明に知っており、偉大な実績を残した大先輩からの一言に背中を押された気持ちになり、不安が自信に変わったという。金田はロッテ監督就任後は、投手としての「準備の大切さ」を学び、引退まで先発・完投を貫くが、村田は金田の影響と考えている。金田も1974年の日本シリーズでは村田をフルに起用し、日本一に王手のかかった第6戦では先発起用するなど村田に大きな信頼を寄せていた。金田は2019年10月6日に他界したが、金田本人の生前の希望により、10月13日に営まれた金田の葬儀・告別式では村田が弔辞を読んだ。

## 詳細情報

### 年度別投手成績
| 年 度      | 球 団       | 登 板 | 先 発 | 完 投 | 完 封 | 無 四 球 | 勝 利 | 敗 戦 | セ 丨 ブ | ホ 丨 ル ド | 勝 率 | 打 者 | 投 球 回 | 被 安 打 | 被 本 塁 打 | 与 四 球 | 敬 遠 | 与 死 球 | 奪 三 振 | 暴 投 | ボ 丨 ク | 失 点 | 自 責 点 | 防 御 率 | W H I P |
| ---------- | ----------- | ----- | ----- | ----- | ----- | -------- | ----- | ----- | -------- | ----------- | ----- | ----- | -------- | -------- | ----------- | -------- | ----- | -------- | -------- | ----- | -------- | ----- | -------- | -------- | ------- |
| 1968       | 東京 ロッテ | 3     | 0     | 0     | 0     | 0        | 0     | 1     | --       | --          | .000  | 29    | 7.0      | 8        | 0           | 1        | 0     | 0        | 5        | 0     | 0        | 3     | 3        | 3.86     | 1.29    |
| 1969       | 東京 ロッテ | 37    | 20    | 5     | 5     | 0        | 6     | 8     | --       | --          | .429  | 615   | 146.1    | 110      | 11          | 80       | 2     | 2        | 90       | 5     | 0        | 64    | 58       | 3.57     | 1.30    |
| 1970       | 東京 ロッテ | 21    | 12    | 2     | 0     | 0        | 5     | 6     | --       | --          | .455  | 351   | 79.0     | 76       | 7           | 43       | 2     | 3        | 48       | 3     | 0        | 51    | 42       | 4.78     | 1.51    |
| 1971       | 東京 ロッテ | 43    | 27    | 8     | 1     | 0        | 12    | 8     | --       | --          | .600  | 813   | 194.1    | 183      | 25          | 61       | 1     | 7        | 122      | 9     | 0        | 82    | 72       | 3.33     | 1.26    |
| 1972       | 東京 ロッテ | 16    | 5     | 0     | 0     | 0        | 3     | 3     | --       | --          | .500  | 213   | 46.0     | 56       | 10          | 22       | 0     | 3        | 30       | 3     | 0        | 34    | 33       | 6.46     | 1.70    |
| 1973       | 東京 ロッテ | 40    | 24    | 6     | 1     | 1        | 8     | 11    | --       | --          | .421  | 672   | 157.0    | 134      | 6           | 79       | 3     | 4        | 104      | 6     | 2        | 69    | 56       | 3.21     | 1.36    |
| 1974       | 東京 ロッテ | 32    | 28    | 8     | 1     | 0        | 12    | 10    | 1        | --          | .545  | 765   | 180.2    | 151      | 10          | 87       | 1     | 11       | 108      | 11    | 1        | 75    | 54       | 2.69     | 1.32    |
| 1975       | 東京 ロッテ | 39    | 17    | 11    | 2     | 0        | 9     | 12    | 13       | --          | .429  | 759   | 191.2    | 128      | 15          | 65       | 2     | 6        | 120      | 3     | 0        | 56    | 47       | 2.20     | 1.01    |
| 1976       | 東京 ロッテ | 46    | 24    | 18    | 5     | 0        | 21    | 11    | 4        | --          | .656  | 1037  | 257.1    | 209      | 13          | 73       | 3     | 8        | 202      | 13    | 0        | 67    | 52       | 1.82     | 1.09    |
| 1977       | 東京 ロッテ | 47    | 28    | 15    | 2     | 1        | 17    | 14    | 6        | --          | .548  | 975   | 235.0    | 216      | 15          | 62       | 2     | 8        | 180      | 10    | 0        | 85    | 70       | 2.68     | 1.18    |
| 1978       | 東京 ロッテ | 37    | 27    | 17    | 3     | 2        | 14    | 13    | 3        | --          | .519  | 907   | 223.1    | 188      | 18          | 58       | 2     | 15       | 174      | 10    | 0        | 84    | 72       | 2.91     | 1.10    |
| 1979       | 東京 ロッテ | 37    | 32    | 21    | 3     | 4        | 17    | 12    | 2        | --          | .586  | 1035  | 255.0    | 224      | 26          | 55       | 2     | 5        | 230      | 10    | 0        | 99    | 84       | 2.96     | 1.09    |
| 1980       | 東京 ロッテ | 27    | 22    | 11    | 1     | 2        | 9     | 9     | 2        | --          | .500  | 772   | 178.0    | 169      | 14          | 83       | 3     | 8        | 135      | 2     | 0        | 90    | 77       | 3.89     | 1.42    |
| 1981       | 東京 ロッテ | 32    | 31    | 16    | 2     | 2        | 19    | 8     | 0        | --          | .704  | 970   | 230.2    | 237      | 18          | 55       | 0     | 6        | 154      | 6     | 0        | 99    | 76       | 2.97     | 1.27    |
| 1982       | 東京 ロッテ | 6     | 6     | 3     | 2     | 0        | 4     | 1     | 0        | --          | .800  | 166   | 40.1     | 35       | 4           | 11       | 0     | 2        | 27       | 0     | 0        | 14    | 13       | 2.90     | 1.14    |
| 1984       | 東京 ロッテ | 5     | 1     | 0     | 0     | 0        | 0     | 1     | 0        | --          | .000  | 39    | 9.0      | 13       | 1           | 0        | 0     | 0        | 3        | 0     | 0        | 6     | 6        | 6.00     | 1.44    |
| 1985       | 東京 ロッテ | 24    | 24    | 10    | 0     | 0        | 17    | 5     | 0        | --          | .773  | 752   | 173.2    | 181      | 20          | 65       | 0     | 7        | 93       | 11    | 1        | 89    | 83       | 4.30     | 1.42    |
| 1986       | 東京 ロッテ | 23    | 23    | 5     | 0     | 0        | 8     | 11    | 0        | --          | .421  | 658   | 155.1    | 164      | 23          | 32       | 2     | 8        | 106      | 4     | 1        | 82    | 68       | 3.94     | 1.26    |
| 1987       | 東京 ロッテ | 21    | 21    | 3     | 2     | 1        | 7     | 9     | 0        | --          | .438  | 573   | 130.2    | 151      | 15          | 42       | 1     | 4        | 74       | 12    | 1        | 68    | 63       | 4.34     | 1.48    |
| 1988       | 東京 ロッテ | 20    | 20    | 5     | 1     | 0        | 10    | 7     | 0        | --          | .588  | 599   | 145.2    | 123      | 22          | 45       | 1     | 6        | 120      | 7     | 0        | 65    | 63       | 3.89     | 1.15    |
| 1989       | 東京 ロッテ | 22    | 22    | 16    | 3     | 1        | 7     | 9     | 0        | --          | .438  | 739   | 179.2    | 143      | 17          | 69       | 0     | 5        | 135      | 6     | 1        | 58    | 50       | 2.50     | 1.18    |
| 1990       | 東京 ロッテ | 26    | 19    | 4     | 2     | 0        | 10    | 8     | 2        | --          | .556  | 524   | 115.2    | 120      | 14          | 56       | 0     | 6        | 103      | 17    | 1        | 62    | 58       | 4.51     | 1.52    |
| 通算：22年 | 通算：22年  | 604   | 433   | 184   | 36    | 14       | 215   | 177   | 33       | --          | .548  | 13963 | 3331.1   | 3019     | 304         | 1144     | 27    | 124      | 2363     | 148   | 8        | 1402  | 1200     | 3.24     | 1.25    |

- 各年度の太字はリーグ最高、赤太字はNPB歴代最高
- 東京（東京オリオンズ）は、1969年にロッテ（ロッテオリオンズ）に球団名を変更

### タイトル
- 最多勝利：1回（1981年[19]）
- 最優秀防御率：3回（1975年[89]、1976年[17]、1989年[58]）
- 最多奪三振：4回（1976年、1977年、1979年、1981年）※当時連盟表彰なし、パシフィック・リーグでは、1989年より表彰
- 最多セーブ投手：1回（1975年[89]）

### 表彰
- ベストナイン：1回（1981年）
- 野球殿堂競技者表彰（2005年）[65]
- 月間MVP：1回（1981年4月[90]）
- カムバック賞（1985年）
- 日本シリーズ最優秀投手賞：1回（1974年[10]）
- オールスターゲームMVP：1回（1989年 第1戦[57]）
- 前後期MVP：2回 （1977年後期[91]、1981年前期[92]）
- パ・リーグプレーオフMVP：1回（1974年[93]）
- パ・リーグプレーオフ敢闘賞：1回（1981年[94]）
- 新語・流行語大賞 特別部門人語一体・語録賞（1990年、「昭和生まれの明治男」、妻と共同で受賞）
- 都民文化栄誉賞（1990年）[95]
- ベスト・ファーザー イエローリボン賞（1994年）
- HEROs AWARD 2021 男性部門（2021年）[96]

### 記録
初記録
- 初登板：1968年10月8日、対南海ホークス27回戦（大阪スタヂアム）、5回裏に3番手で救援登板、3回無失点
- 初奪三振：同上、5回裏に三浦清弘から[97]
- 初先発・初勝利・初完投勝利・初完封勝利：1969年5月23日、対南海ホークス7回戦（大阪スタヂアム）[98]
- 初セーブ：1974年9月19日、対南海ホークス後期12回戦（大阪スタヂアム）、8回裏に3番手で救援登板・完了、2回無失点
- 初本塁打：1971年8月22日、対南海ホークス22回戦（大阪スタヂアム）、渡辺泰輔から（通算で唯一）

節目の記録
- 1000奪三振：1977年9月27日、対阪急ブレーブス後期12回戦（西京極球場）、6回裏に島谷金二から ※史上54人目[97]
- 100勝：1978年5月12日、対南海ホークス前期8回戦（川崎球場）、9回3失点（自責点2）完投勝利 ※史上73人目[98]
- 1500奪三振：1980年6月22日、対南海ホークス前期11回戦（川崎球場）、5回表に久保寺雄二から ※史上28人目[99]
- 150勝：1981年8月6日、対日本ハムファイターズ後期6回戦（宮城球場）、9回完封勝利 ※史上35人目[100]
- 500試合登板：1986年6月1日、対阪急ブレーブス9回戦（川崎球場）、先発登板で7回1/3を2失点（自責点1） ※史上57人目[101]
- 2000奪三振：1987年9月20日、対西武ライオンズ22回戦（川崎球場）、3回表に石毛宏典から空振り三振 ※史上13人目[44]
- 200勝：1989年5月13日、対日本ハムファイターズ7回戦（山形県野球場）、9回5失点完投勝利 ※史上21人目[51]
- 600試合登板：1990年8月24日、対西武ライオンズ16回戦（西武ライオンズ球場）、9回完封勝利 ※史上27人目[102]

その他の記録
- 通算148暴投（プロ野球記録）
- 1試合16奪三振：1979年6月8日、対近鉄バファローズ前期9回戦（日生球場）
- 1試合3暴投：3回（1987年5月28日、1987年6月14日、1990年5月15日）
- 1イニング3暴投：1987年6月14日、対近鉄バファローズ11回戦（ナゴヤ球場）
- 開幕投手：13回（1975年 - 1982年、1986年 - 1990年）
- オールスターゲーム出場：13回（1971年、1974年、1975年、1976年、1977年、1978年、1979年、1980年、1981年、1985年、1986年、1988年、1989年）
- 4ディケードプレイヤー：1960年代から1990年代までの4年代にわたって活躍 ※史上4人目、投手では史上初

### 背番号
- 29（1968年 - 1990年）
- 81（1995年 - 1997年）

## 関連情報

### 著書
- 『右腕の傷あと』（1989年、マガジンハウス）
- 『先発完投わが人生』（1990年、徳間書店）
- 『哀愁のストレート - もっと速い球を!』（2001年、青春出版社）
- 『速球の流儀 - 中年よ、不安に打ち勝つ体を鍛えろ!』（2002年、ワニマガジン社）
- 『まだ、現役には負けられない! - 自分の人生、自分がエース! 先発完投で生き抜いて』（2004年、プレジデント社）
- 『還暦力 60歳でストレート140キロを投げる秘密』（2009年、朝日新聞出版）

### 出演番組
- NHK特集「甦（よみがえ）った男〜投手・村田兆治の挑戦〜」（NHK総合、1985年6月14日）[103]
- NHKプロ野球 - 解説者として出演
- 月曜ワイド劇場「サンデー兆治の妻・愛のカムバック」（テレビ朝日、1986年4月7日）
- 鶴瓶の家族に乾杯（NHK総合、2007年7月2日・9日）
- サンデーモーニング（TBS、2010年11月14日） - 2012年3月25日「週刊御意見番」助っ人[104]
- ディープピープル（NHK総合、2011年2月11日） - 牛島和彦、佐々木主浩と共に「フォークボール」について鼎談した。
- 武田和歌子のぴたっと。（朝日放送ラジオ、2015年3月5日） - 「福本豊のあの人は今 元・プロ野球選手名鑑」にゲスト出演。
- アウトデラックス（フジテレビ、2016年1月14日）

### 出演CM
- ロッテ電子工業「ホカロン」（1981年）[注 4]
- 中田食品「中田の梅干」（1985年）[105]
- 松下電器産業「ナショナルIHジャー炊飯器にっぽん炊き」 - 俵孝太郎と共演。
- サントリー「セサミン」（2010年）
- DHC 「スーパーエイチツー」（2018年。衛星放送（BS・CS）のみ[106]）

ほか

### 出演PV
- SunSet Swish「ありがとう」（2007年8月22日） - 有藤通世と共演[107]。